# 트로브
트로브(Trove)는 오스트레일리아 국립도서관이 소유한 오스트레일리아 온라인 도서관 데이터베이스로, 정보 제공업체인 오스트레일리아 국립 및 주립 도서관(National and State Libraries Australia)과 파트너십을 맺고 있다. 트로브는 전문 문서, 디지털 이미지, 디지털로 제공되지 않는 자료의 서지 및 소장 데이터를 수집하고, 무료 패싯 검색 엔진을 통해 자료를 검색할 수 있는 서비스를 제공한다.

## 콘텐츠
이 데이터베이스에는 기록 보관소, 이미지, 신문, 공식 문서, 보관된 웹사이트, 원고 및 기타 유형의 데이터가 포함되어 있다. 트로브는 오스트레일리아에서 가장 높은 평가를 받고 접근성이 높은 GLAM 서비스 중 하나로, 일일 사용자 수가 7만 명이 넘는다.
1996년으로 거슬러 올라가는 기반을 바탕으로 트로브의 첫 번째 버전은 2009년 말 대중에게 공개되었다. 트로브에는 오스트레일리아에 중점을 둔 도서관, 박물관, 기록 보관소, 저장소 및 기타 기관의 콘텐츠가 포함되어 있다. 오스트레일리아 도서관(일부는 온라인에서 이용 가능), 학술 및 기타 저널의 카탈로그 항목 검색, 디지털화된 신문, 관보, 웹사이트의 전문 검색이 가능하다. 디지털화된 이미지, 지도, 개인 및 단체에 대한 종합 정보, 보관된 일기와 편지, 그리고 NED(National edeposit)를 통해 기탁된 모든 디지털 기반 콘텐츠에 접근할 수 있다. 검색 가능한 콘텐츠에는 음악, 사운드, 비디오, 라디오 프로그램 대본도 포함된다. 디지털화된 신문을 제외한 모든 콘텐츠는 트로브에서 직접 호스팅하지 않는다. 트로브는 파트너의 소장 메타데이터 콘텐츠를 색인화하고, 이를 포맷 및 관리하며, 관련성 순위 검색 결과에 집계된 정보를 표시한다.
2015년 이후 정부 예산 삭감으로 인해 국립도서관을 비롯한 여러 기관들은 트로브 콘텐츠의 원활한 흐름을 유지하고 최신 정보를 유지하는 데 어려움을 겪고 있다.

## 같이 보기
- 유로피아나

## 추가 문헌
- Boston, Tony. “Exposing the deep web to increase access to library collections”. National Library of Australia. 2016년 3월 4일에 원본 문서에서 보존된 문서. 2014년 12월 16일에 확인함. In Treloar, Andrew; Ellis, Allan; Southern Cross University (2005). 《AusWeb05 : the eleventh Australasian World Wide Web Conference : AusWeb05 : making a difference with the web : proceedings of AusWeb05》. Southern Cross University. ISBN 978-0-9751644-3-3. 15 February 2017에 원본 문서에서 보존된 문서.